# Половье
Половье — деревня в Демидовском районе Смоленской области России. Входит в состав Закустищенского сельского поселения. Население — 1 житель (2007 год). 
Расположена в северо-западной части области в 20 км к северо-востоку от Демидова, в 19 км восточнее автодороги Р133 Смоленск — Невель, на берегу реки Половья. В 69 км южнее деревни расположена железнодорожная станция О.п. 416-й км на линии Смоленск — Витебск. 

## История
В годы Великой Отечественной войны деревня была оккупирована гитлеровскими войсками в июле 1941 года, освобождена в сентябре 1943 года.